# محمود السيد الدغيم
محمود بن محمد السيِّد الدغيم (ولد 1368 هـ / 1949 م) باحث ومؤرِّخ ومحقِّق وشاعر سوري، له عناية بفهرسة المخطوطات العربية. وهو معارض لنظام حزب البعث في سورية، ومنفي منها منذ عام 1403هـ/ 1983م، حتى سقوط نظام بشار الأسد.

## سيرته
وُلد محمود بن محمد السيِّد الدغيم في بلدة جرجناز قضاء معرَّة النعمان بمحافظة إدلب، يوم 5 رمضان 1368هـ الموافق أول يوليو (تَمُّوز) 1949م.
حصل على شهادة (ماجستير) في الفلسفة من جامعة سالفورد في مانشستر البريطانية سنة 1991، وموضوع رسالته "الجدَل في أصول الفقه الإسلامي"، ثم على شهادة (دكتوراه) من جامعة سالفورد، وموضوع أطروحته "أصول الفقه الإسلامي وتاريخه حتى نهاية القرن السابع الهجري".
تفرَّغ للبحث المتخصِّص منذ سنة 1408هـ/ 1988م وحتى الآن، وهو زميل باحث في مركز الدراسات الإسلامية بكلية الدراسات الشرقية والإفريقية (SOAS) في جامعة لندن، من سنة 1417هـ/ 1997م حتى 1447هـ/ 2025م. 

## مراكز النشاط الثقافي
1 - زميل بحث أكاديمي في جامعة لندن.
2 – عضو في اتحاد الصحفيين البريطانيين في لندن.
3- عضو في اتحاد المؤرخين العرب في القاهرة.
4- عضو عامل في رابطة الأدب الإسلامي العالمية - مكتب البلاد العربية - الرياض- المملكة العربية السعودية.
5 - عضو في النادي العربي في لندن.

## المؤهلات
1 – شهادة الدراسة الثانوية العامة، القسم الأدبي سنة (1389هـ/ 1969م).
2- ليسانس آداب - قسم «اللغة العربية وآدابها»: (1401هـ/1981م). 
3- تحضير السنة الأولى في «دبلوم الدراسات العربية والإسلامِيَّة» في «جامعة بيروت العربية»، والماجستير في «الجامعة اللبنانية» للعام الدراسي: (1981 – 1982م).
4- شهادة إتقان «اللغة التركية» من «معهد اللغة التركية؛ جامعة إستانبول»: (1404 هـ/ 1984م).
5- شهادة الماجستير في الفلسفة (M. Phil) من «جامعة سالفورد» في «مانشستر» البريطانية سنة (1410هـ/1990م)، بموضوع: «الجدل والمناظرة في أصول الفقه الإسلامي»، مع دراسة وتحقيق كتاب «الإيضاح لقوانين الاصطلاح في الجدل والمناظرة»، تأليف الشهيد «يوسف ابن الجوزي» (ت 656هـ/ 1258م).
6- شهادة الدكتوراه (Ph.D) من «جامعة سالفورد» سنة (1418هـ/ 1997م)، بموضوع «أصول الفقه الإسلامي وتاريخه حتى نهاية القرن السابع الهجري/ الثالث عشر الميلادي»، مع تحقيق ودراسة كتاب «بديع النظام الجامع بين أصول البزدوي والإحكام»، تأليف «ابن الساعاتي البعلبكي» (ت 694هـ/ 1294م).

## الخبرات
1- معلم ابتدائي بالوكالة من سنة (1389هـ/ 1969م) حتى سنة (1391هـ/ 1971م).
2- ضابط صف إلزامي في «الجيش العربي السوري» من (16/7/1971م) حتى (16/1/1974م). قائد فصيلة مُشاة برتبة رقيب أول احتياط من (17/1/1974م) حتى (20/8/1975م).
3- خدمة عسكرية احتياطية من (21/7/1977م) حتى (20/12/1978م). العمل العسكري: رئيس قلم قسم الشيفرة وأمن الوثائق في قيادة اللواء.
4- معلم ابتدائي من سنة (1396هـ/ 1976م) حتى سنة (1397هـ/ 1977م).
5- أمين فرقة ريف «معرة النعمان» في «حزب البعث العربي الاشتراكي» من سنة (1397هـ/ 1977م) حتى سنة (1400هـ/ 1980م)، ثم عضو قيادة شعبة عدة شهور سنة (1400هـ/ 1980م).
6- محرّر في «مجلة الفكر العربي» في «بيروت» سنة (1981 – 1982م).
7- مدرّس لغة عربية في «ثانوية جَرْجَنَاز» سنة (1982 – 1983م).
8- مدرّس تربية إسلامية ولغة عربية مدة أربع سنوات في إعدادية «سناء محيدلي الليبية» في «إستانبول» من أواخر سنة (1403هـ/ 1983م) حتى نهاية سنة (1407هـ/ 1987م).
9- كاتب ومحرر في «دورية الميثاق» التي كانت تصدر باللغة العربية في «إستانبول» (1404هـ/ 1984م) – (1406هـ/ 1986م).
10- كاتب متفرغ للبحث الأكاديمي، والكتابة الصحفية منذ سنة (1408هـ/ 1988م). ومُعِدّ ومُخرِج ومُقَدِّم برامج إذاعيّة منذ سنة (1411هـ/ 1991م) حتى سنة (1429هـ/ 2008م). ومقدّم برنامج «عالم الكتب» الأسبوعي في «قناة المستقلة» الفضائية في «لندن» سابقاً. 

## الأعمال المطبوعة
كتاب «إستانبول» باللغة «العربية»، صَدَرَ سنة (1404هـ/ 1984م) عن مؤسسة «آند» في «إستانبول»، وأُعيدت طباعته عدّة مرات.
كتاب «مفتاح اللغة العربية» لتعليم «الأتراك». صدر سنة (1405هـ/ 1985م).
«المادية التاريخية بين الوهم والواقع» نقد كتاب «المادية التاريخية والوعي القومي عند العرب»؛ لـ«فرحان صالح». صدر عن دار الحداثة في «بيروت» سنة (1406هـ/ 1986م).
تحقيق معجم معاني كلمات القرآن: «عُمْدَةُ الحُفّاظ في تفسير أشرف الألفاظ» لـ«السَّمين الحلبي» (ت 756هـ/ 1355م). صدر عن «دار السيد» في «إستانبول» سنة (1407هـ/ 1987م)، وطبع منه (5000) نسخة تجليد فني.
«أضواء على تاريخ البحرية الإسلامِيَّة العثمانية حتى نهاية عهد السلطان سليم الثاني»، صدر عن اتحاد المؤرخين «العرب» في «القاهرة» ضمن أعمال «مؤتمر الحضارة الإسلامِيَّة وعالم البحار»، من الصفحة: (379) حتى الصفحة: (439)؛ «القاهرة» سنة (1414هـ/ 1994م).
كتاب «البوسنة والهرسك» في: (640) صفحة، صدر عن «مكتبة السنة» في «القاهرة» سنة (1414هـ/ 1994م).
دراسة وتحقيق كتاب «الإيضاح لقوانين الاصطلاح»، تأليف «يوسف ابن الجوزي». «أطروحة ماجستير»، صدر عن «مكتبة مدبولي» في «القاهرة» سنة (1414هـ/ 1994م).
«تحرير فهارس مخطوطات مكتبة الغازي خسرو بك في سراييفو»، المجلدات: «الرابع» سنة (1419هـ/ 1998م)، و«الخامس، والسادس» سنة (1420هـ/ 1999م)، و«السابع» سنة (1420هـ/ 2000م)، و«الثامن» (1421هـ/ 2000م)، و«الطبعة الثانية من المجلد الأول» سنة (1421هـ/ 2000م).
تصحيح وتحرير «فهرس المكتبة الخالدية في القدس»، الذي جهز مُسَوَّدَتَهُ «د. نظمي الجعبة» في أربعة مجلدات، فتمّ اختصاره في مجلد واحد، وقد نُشر في «لندن» سنة (1422هـ/ 2001م).
«فهرس مخطوطات مكتبة السليمانية» في «إستانبول»: (3) مجلدات، صدر عن «سقيفة الصفا العلمية» في «ماليزيا» سنة (1431هـ/ 2010م).
«فهرس مخطوطات مكتبة راغب باشا» في «إستانبول»: (10) مجلدات، صدر عن «سقيفة الصفا العلمية» في «ماليزيا» سنة (1437هـ/ 2016م).
«فهرس مخطوطات مكتبة دار المثنوي» في «إستانبول»: (4) مجلدات، صدر عن «سقيفة الصفا العلمية» في «ماليزيا» سنة (1440هـ/ 2019م).
إشراف وتحرير: «فهرس مخطوطات مكتبة اسميخان سلطان» في «إستانبول»: (3) مجلدات، إعداد الباحثة «إلهام الكواري»، صدر عن «مركز السيد الدغيم» في «جَرْجَنَاز» سنة (1441هـ/ 2020م).
«ديوان الأحلام، قصائد لعيني عُروة وعَفراء». منشورات «مركز السيد الدغيم» في «جَرْجَنَاز» سنة: (1440هـ/ 2019م).
«تاريخ عِلم أصول الفقه الإسلامي حتى نهاية القرن السابع الهجري/ الثالث عشر الميلادي». منشورات «مركز السيد الدغيم» في «جَرْجَنَاز» سنة: (1442هـ/ 2021م). بـ«اللغة الإنكليزية».
«مختصر عِلم أصول الفقه الإسلامي». منشورات «مركز السيد الدغيم» في «جَرْجَنَاز» سنة: (1442هـ/ 2021م). بـ«اللغة الإنكليزية».
تحقيق «بديع النظام الجامع بين أصول البزدوي والإحكام»، لـ«ابن الساعاتي» (ت 694هـ/ 1294م)، منشورات «مركز السيد الدغيم» في «جَرْجَنَاز» سنة: (1442هـ/ 2021م).
«فهرس مخطوطات مكتبة مراد مُلاّ» في «إستانبول»: (15) مجلداً، صدر عن «سقيفة الصفا العلمية» في «ماليزيا» سنة (1446هـ/ 2025م).
«الْمُنْقِذ في أُصُولِ الفِقهِ الإسلامي وتَارِيخه»، منشورات «مركز السيد الدغيم» في «جَرْجَنَاز» سنة: (1447هـ/ 2025م).
«مختصر تاريخ المأساة السوريّة»، منشورات «مركز السيد الدغيم» في «جَرْجَنَاز» سنة: (1447هـ/ 2025م).
«تاريخ مأساة البوسنة والهرسك»، منشورات «مركز السيد الدغيم» في «جَرْجَنَاز» سنة: (1447هـ/ 2025م).
«مختصر تاريخ آل عثمان»، منشورات «مركز السيد الدغيم» في «جَرْجَنَاز» سنة: (1447هـ/ 2025م). 
«ديوان الآلام»، منشورات «مركز السيد الدغيم» في «جَرْجَنَاز» سنة: (1447هـ/ 2025م).
«Rooted Law: The Flourishing of Usul al-Fiqh، by, Dr. Mahmoud Muhammad El-Saied El-Doghim, United Kingdom; 1446 H/ 2025 A.D».
سيرة المجاهد بشير السعداوي. نشرت منه 6 حلقات في جريدة الحياة سنة 1995م.
بحث بعنوان : السنة مصدر من مصادر التشريع الإسلامي، قدم في مؤتمر السُّنَّة بجامعة لندن 1999.
بحث بعنوان : الاستشارة في القضاء في الإسلام. قدم في مؤتمر الإجراءآت الجنائية في الإسلام بجامعة لندن 1998 م ونشر في جريدة الحياة، صفحة التراث.
بحث بعنوان : وضوح الخطاب الإسلامي في الماضي وغموضه في الزمن الحاضر، قدم البحث في أكاديمية أوكسفورد.سنة 2000 م.
بحث بعنوان : الرحلات المطبوعة والمخطوطة باللغة العربية، قدم في مؤتمر أدب الرحلات في جامعة المنية بمصر سنة 1993 م وطبع ضمن أعمال المؤتمر.
بحث بعنوان : الجهاد الإسلامي هو الضمان الوحيد لحقوق الإنسان من الإرهاب، قدم في الكلية الإسلامية في فيينا عاصمة النمسا سنة 2001 م. وهو باللغتين العربية والإنكليزية.
دراسة وترجمة للشيخ حسن كافي الآقحصاري البوسنوي مع تحقيق رسالته بسند شيوخه المتصل حتى رسول الله محمد صلى الله عليه وسلم، نشر في جريد الحياة على حلقتين في صفحة التراث.
العمارة العثمانية في البلقان في العصر العثماني الأول، نشر في مجلة المنهل السعودية، ضمن العدد الخاص بالعمارة الإسلامية.
بحث بعنوان: تداعيات السياسة الإقليمية، وأثرها على مستقبل الإنسانية، قُدِّم في المؤتمر الثامن عشر لمنتدى الفكر المعاصر الذي عُقد في تونس حول: الأنسنة والمعرفة ومستقبل الإنسانية في القرن الواحد والعشرين من السابع حتى التاسع من كانون الأول/ ديسمبر سنة 2005م.
كتابة زاوية الواحة الرمضانية اليومية، والواحة الأسبوعية التراثية في جريدة الحياة.

## الأعمال الجاهزة للطبع
1 - «مقالات وبحوث ودراسات» الدكتور «محمود السيد الدغيم»؛ التي نُشرتْ في الصحافة (3) مجلدات. منشورات «مركز السيد الدغيم» في «جَرْجَنَاز» سنة: (1447هـ/ 2025م). 
«أكثر من (500) بحث، ودراسة، ومقالة، وقصيدة» نُشِرَت في الصحف والمجلّات «العربية» أكثرها في «جريدة الحياة» التي كانت تصدر في «لندن». وشملت مواضيع عديدة، من تُراث، وأفكار، وثقافة، وقضايا. وبعض البحوث التي قُدِّمت في المؤتمرات.
2– «مئات البرامج الإذاعية والتلفزيونية، التاريخية والثقافية»، ومنها: (103) حلقات عن «العمارة الإسلامِيَّة في البلقان»، و(30) حلقة عن «أصول الفقه الإسلامي»، و(30) حلقة عن «المكتبات التراثية»، و(30) حلقة عن «أعلام الإسلام في القرن العشرين»، و (110) حلقات من «برنامج الشعر والغناء»، و(30) حلقة تحت عنوان: «حدث في مثل هذا اليوم». وغير ذلك من البرامج الرمضانية.

## روابط خارجية
- الموقع الرسمي
- قصائد محمود السيد الدغيم في أفضل مجالس الإقلاع
- https://www.dr-mahmoud.com/